# Jules et Marcel

Jules et Marcel est un spectacle écrit par Pierre Tré-Hardy. 
Il a été créé est au Festival de la correspondance de Grignan en juillet 2007, où il remporte un fort succès.

## Description
Ce spectacle repose sur une adaptation des correspondances échangées entre Raimu et Marcel Pagnol tout au long de leurs vies.
Pour sa première représentation, à Grignan, le spectacle était joué par Michel Galabru (Raimu), Jean-Claude Carrière (Marcel Pagnol) et Jean-Pierre Bernard (le narrateur). Ce dernier en assurait également la mise en espace. À Grignan, le spectacle a eu droit à une longue standing ovation.
Jules et Marcel fut ensuite repris avec Philippe Caubère dans le rôle de Marcel Pagnol : d’abord au théâtre Hébertot, au théâtre Marigny et en tournée en France sur plusieurs années.
Le spectacle a été nommé dans cette distribution aux Globes de cristal en 2011.
Jules et Marcel a également fait l’objet d’une captation par Élie Chouraki, diffusée sur France 2 en août 2014.
À l’enterrement de Michel Galabru, Philippe Caubère prononcera un discours émouvant en hommage à son ami et compagnon de scène en lisant notamment un extrait de Jules et Marcel.
Depuis, le spectacle a été repris par plusieurs troupes de théâtre et continue d’être joué en France et à l’étranger.